# NGC 5968
NGC 5968 este o liner situată în constelația Lupul. A fost descoperită în 3 iunie 1834 de către John Herschel.